# لوکا پاچیولی
فرا لوکا بارتولومئو دی‌پاچیولی (به ایتالیایی: Fra Luca Bartolomeo de Pacioli) معروف به لوکا پاچیولی (Luca Pacioli)‏ (۱۴۴۵–۱۵۱۷، ایتالیا) یک ریاضی‌دان و راهب فرقه فرانسیسکن بود که سامانه حسابداری دوطرفه (حسابداری دوبل) را تدوین کرد. به همین دلیل، وی را پدر حسابداری جهان می‌نامند. او ابداع‌کننده حسابداری دوطرفه بوده‌است. وی هم‌چنین، از دوستان نزدیک لئوناردو دا وینچی بود.
کتاب او بنام Summa de arithmetica, geometrica, proportioni et proportionalitality در مدارس شمالی ایتالیا به فرزندان تجار تدریس می‌شد. این کتاب مجموعه‌ای از دانش ریاضی زمان پاچیولی می‌باشد و دارای اولین توضیحات چاپ شده دربارهٔ شیوه نگهداری حساب‌ها توسط تجار زمان خود می‌باشد که به سیستم حسابداری دو طرفه (double-entry accounting system) شهرت دارد.
از آنجایی که پاچیولی به جای ابداع این شیوه آن را کد بندی کرده‌است او را «پدر حسابداری» می‌شناسند. شیوه‌ای که او منتشر کرده‌است متشکل از اکثر چرخه‌های حسابداری است که امروزه ما از آن‌ها اطلاع داریم. او شیوه استفاده از دفاتر را توضیح می‌دهد و به حسابدار توصیه می‌کند که قبل از برابر شدن ستون بدهکار وبستانکار در شب به خواب نرود. دفاتر او حساب‌های جهت دارایی‌ها، بدهی‌ها، سرمایه، درآمدها و هزینه‌ها را شامل می‌شد- این حساب‌ها به صورت طبقه‌بندی شده در صورتهای مالی مانند تراز نامه (balance sheet) و صورت سود و زیان (income statement) مشخص می‌شوند. او بستن حساب‌ها را در پایان سال مالی اعلام می‌دارد و تراز آزمایشی را جهت درستی دفاتر حسابداری پیشنهاد می‌دارد.

## تدوین حسابداری دوطرفه
کتاب او در مدارس شمال ایتالیا به فرزندان بازرگانان تدریس می‌شد. این کتاب مجموعه‌ای از دانش ریاضیات سده‌های پانزدهم و شانزدهم میلادی بود. در این کتاب، برای نخستین‌بار شیوه نگه‌داری حساب‌ها توسط بازرگانان آن دوران - سامانه حسابداری دوطرفه - به‌دست پاچیولی مدون شد. از این رو، وی را پدر حسابداری می‌نامند. سامانه‌ای که او مدون کرد متشکل از بیش‌تر چرخه‌های حسابداری است که امروز ما آن‌ها را می‌شناسیم. او در کتاب خود شیوه استفاده از دفاتر حسابداری را توضیح می‌دهد و به حسابداران توصیه می‌کند پیش از برابر شدن ستون بدهکار و بستانکار شب به خواب نروند! دفاتر او حساب‌هایی را برای داراییها، بدهیها، سرمایه، درآمدها و هزینهها شامل می‌شد. این حساب‌ها به‌صورت طبقه‌بندی‌شده در گزارش‌های مالی - مانند، ترازنامه (balance sheet) و صورت سود و زیان (income statement) - منعکس می‌شوند. پاچیولی در کتاب‌اش بستن حساب‌ها در پایان سال مالی را تشریح می‌کند. وی توصیه می‌کند برای درستی دفاتر حسابداری در پایان سال مالی تراز آزمایشی تهیه شود.

## نگارخانه

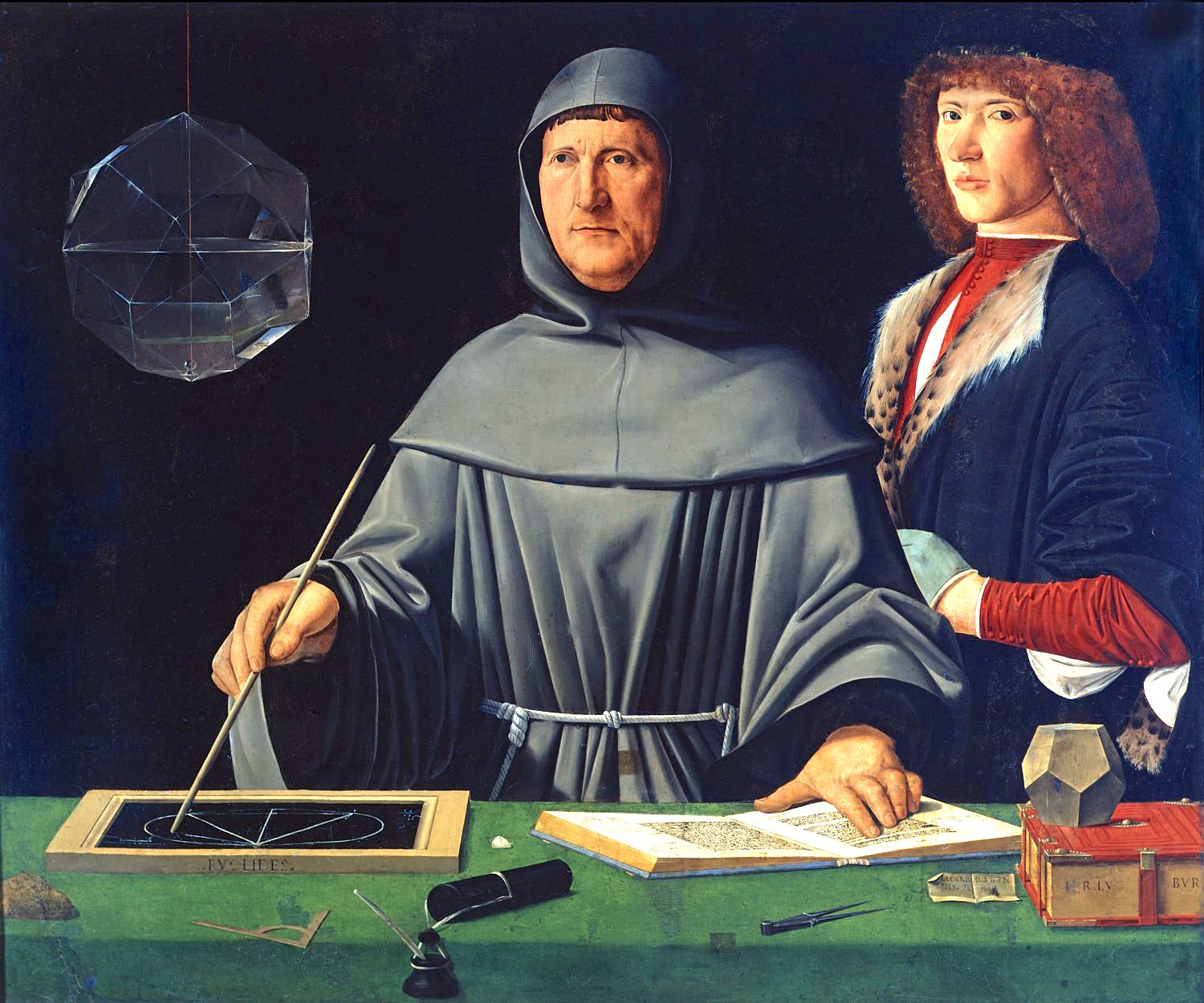
پرتره لوکا پاچیولی، منسوب به جاکوبو دی‌باربری[۳] (نقاش نامدار ایتالیایی)، سال ۱۴۹۵
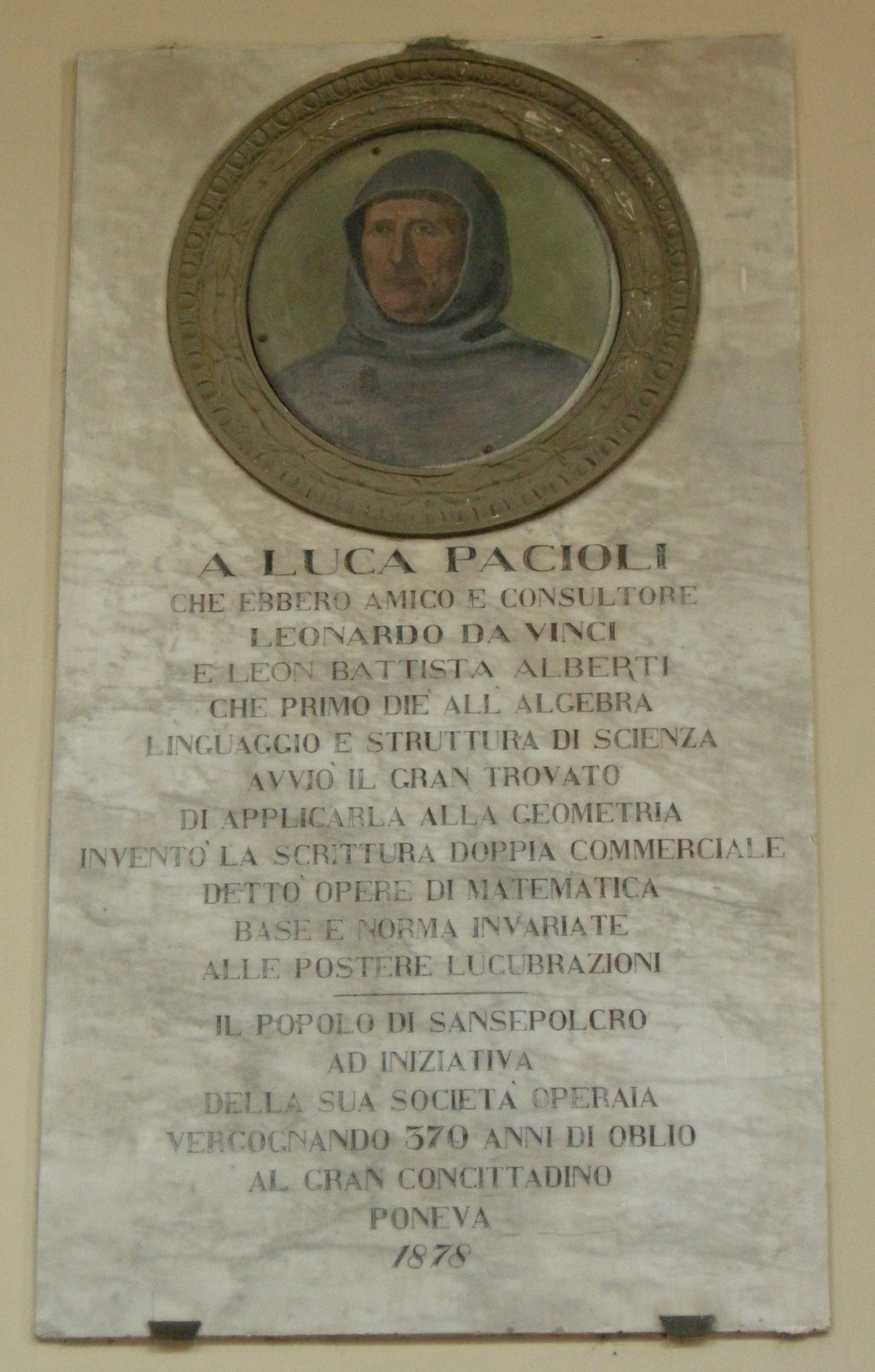
سنگ یادبود لوکا پاچیولی (۱۸۷۸ میلادی) در کاخ‌موزه‌ای در زادگاه‌اش
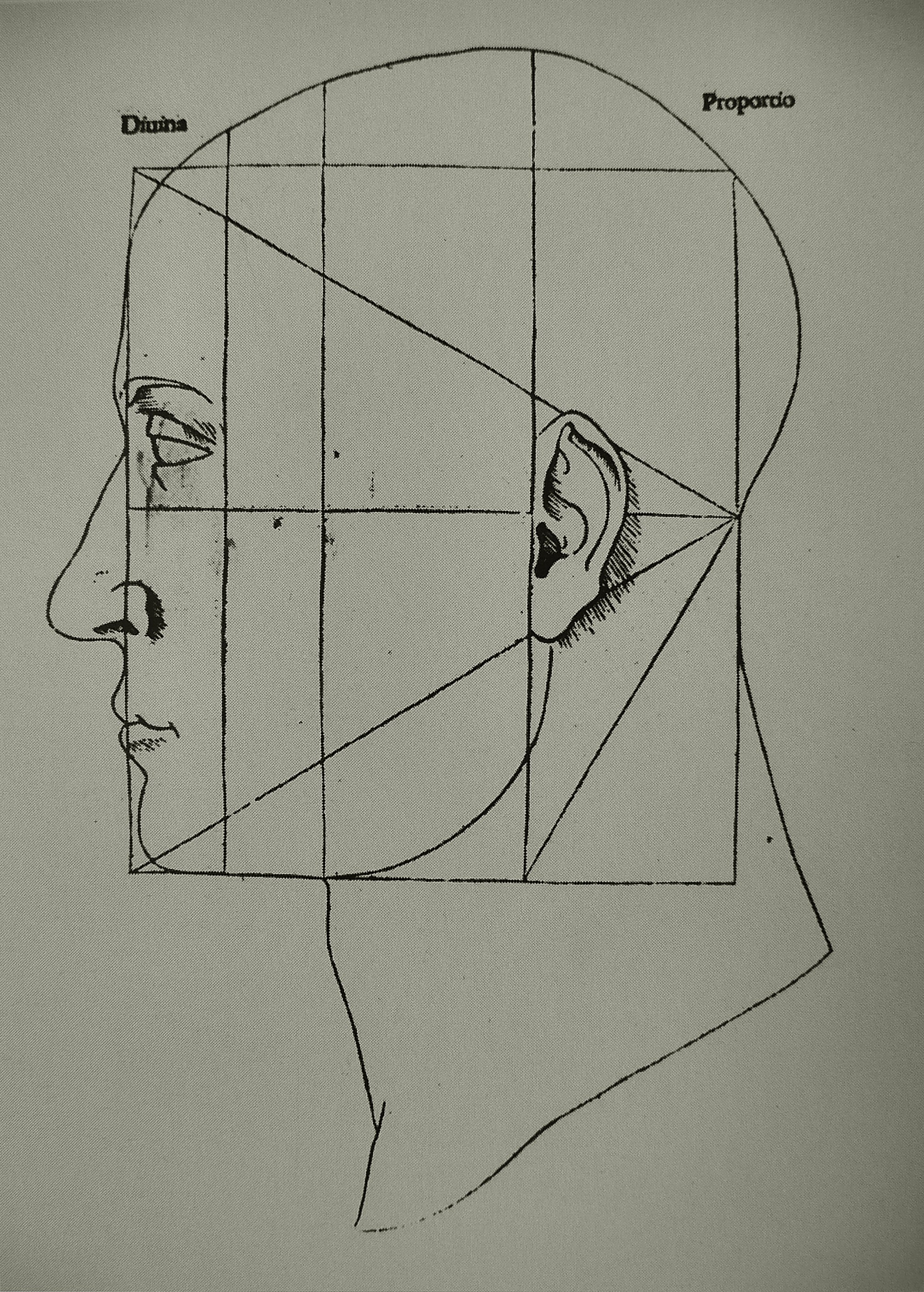
یک طرح از (De divina proportione) منسوب به لوکا پاچیولی
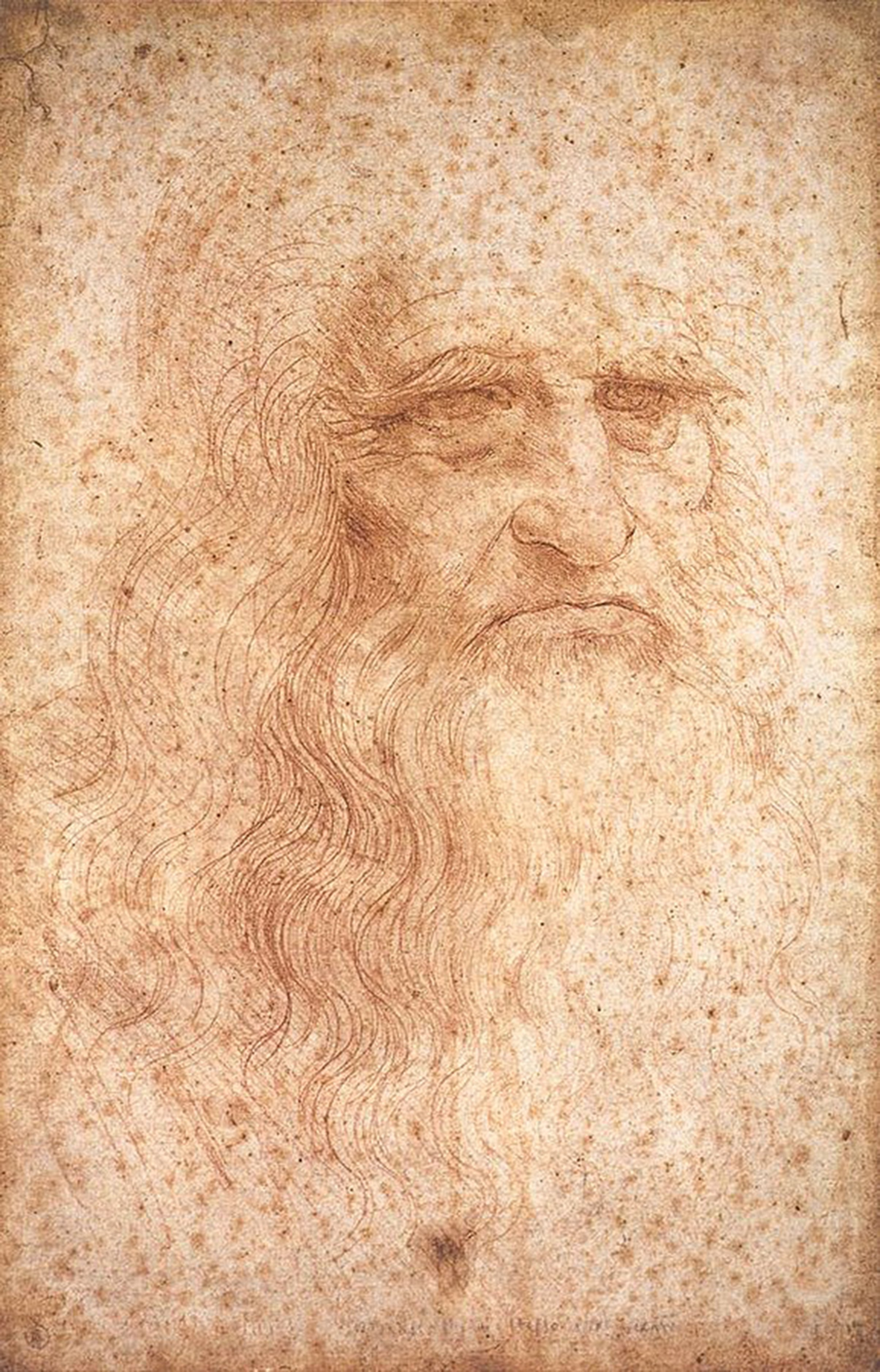
پرتره لئوناردو دا وینچی، از دوستان نزدیک لوکا پاچیولی